# BDU
Koninklijke Barneveldse Drukkerij en Uitgeverij (BDU) is een bedrijf in Barneveld op het gebied van media. De holding BDU bestaat uit de werkmaatschappijen BDUmedia en BDUprint. BDUmedia is uitgever van veel huis-aan-huisbladen die verschijnen in Midden-Nederland. BDUprint drukt naast huis-aan-huisbladen vooral vak- en publiekstijdschriften. Tot 2014 werden ook boeken gedrukt.
In 1996 kreeg het bedrijf het predicaat 'Koninklijk' bij het 125-jarig bestaan. In dat jaar werd het nieuwe holdingkantoor met een luchtbrug verbonden met het al bestaande kantoor aan de Marconistraat.

## Huis-aan-huis-bladen
De grondlegger van het bedrijf, G.W. Boonstra, startte in 1871 met de Barneveldsche Boek-, Courant- en Handelsdrukkerij. In 2017 nam BDU 47 huis-aan-huisbladen over van HMC. Hiervan gingen in 2019 meerdere titels failliet.
Titels
- Amstelveens Nieuwsblad - Amstelveen
- Baarnsche Courant - Baarn
- Barneveldse Krant - Barneveld
- Bunniks Nieuws ('t Groentje) - Bunnik
- De Puttenaer - Putten
- De Stad Amersfoort - Amersfoort
- De Stad Gorinchem - Gorinchem
- De Woudenberger - Woudenberg
- Ede Stad - Ede
- Bennekoms Nieuwsblad - Bennekom
- HCnieuws (Hoofddorpse Courant) - Haarlemmermeer
- Het Kompas Hardinxveld - Hardinxveld-Giessendam

- Het Kompas Sliedrecht - Sliedrecht
- Ermelo's Weekblad - Ermelo
- Harderwijker Courant - Harderwijk
- Stad Wageningen - Wageningen
- Rijn en Veluwe - Renkum
- Houtens Nieuws ('t Groentje) - Houten
- Leusder Krant - Leusden
- Nunspeet huis aan huis - Nunspeet
- Nieuwsblad De Kaap - Utrechtse Heuvelrug
- Lokaal aan Zee - regio IJmuiden
- Scherpenzeelse Krant - Scherpenzeel
- Soester Courant - Soest
- Stad Nijkerk - Nijkerk

- Stichtse Courant - Het Gooi
- Biltsche Courant - De Bilt
- Nieuwsbode - Zeist
- De Rijnpost - Veenendaal en Rhenen
- Huis aan huis Elburg - noordelijke Veluwe
- Huis aan huis Oldebroek - noordelijke Veluwe
- Weekblad voor Ouder-Amstel - Ouder-Amstel
- Witte Weekblad Nieuw-Vennep - Nieuw-Vennep
- Wijks Nieuws ('t Groentje) - Wijk bij Duurstede
- Nieuw Israëlietisch Weekblad - Amsterdam